# Elecciones legislativas de la República de China de 2012
Las elecciones legislativas de la República de China (Chino tradicional:中華民國立法委員選舉 Zhōnghuá mínguó lìfǎ wěiyuán xuǎnjǔ) se realizaron en Taiwán el 14 de enero de 2012 en conjunto con las elecciones presidenciales. 
La votación tuvo lugar en todos los grupos legislativos de la República de China, con el fin de designar a los legisladores del Yuan Legislativo de la República de China. Esta fue la 15 ª sesión del Yuan Legislativo desde 1948.

## Historia
Las Fuerzas Armadas de la República de China entraron en el territorio de Taiwán a mediados de octubre de 1945, y las ceremonias de rendición de los japoneses se llevaron a cabo el 25 de octubre, marcando así el comienzo de la ocupación militar de la zona de Taiwán. La ley marcial se puso en marcha a partir de 1948, y continuó hasta julio de 1987. No se celebraron elecciones durante este período.
Las primeras elecciones democráticas para el Yuan Legislativo ("Asamblea Legislativa") se llevaron a cabo en 1992, con elecciones democráticas para la Presidencia siguiente, en 1996. Las elecciones siguieron cada tres años (1995, 1998, 2001, 2004, y "2007") hasta que el Constitucional se ha cambiado, el alargamiento de los términos de cuatro años a partir de principios de la década de 2008 las elecciones legislativas (por la Legislatura 7 de elecciones para las cuales habían sido previsto para finales de 2007 bajo las reglas anteriores Constitucional).

## Subvenciones
De acuerdo con la "Elección de Funcionarios Públicos y la Ley de revocación", los subsidios se pagan a los partidos políticos que patrocinan candidatos para las elecciones legislativas Yuan. El artículo 43 tiene las siguientes especificaciones:
Cada año, el Estado debe distribuir los subsidios para la campaña de los partidos políticos, y la norma de reparto se determinará sobre la base de la última elección de los miembros del Yuan Legislativo. Si una proporción de votos alcanzada por el partido político logra no menos del 5% en la elección nacional integrado y la elección en el extranjero en el centro de los funcionarios públicos, el subsidio para los fondos de campaña se otorgará a los partidos políticos por una tasa de NT $ 50 por voto cada año.
La Comisión Electoral Central determinará el importe de la subvención cada año fiscal, y notificar a la parte para preparar la recepción y recibir el subsidio de la Comisión Electoral Central dentro de un mes, hasta que la tenencia de la sesión actual de los miembros de la Asamblea Legislativa Yuan expire.

## Resultados
El oficialista Partido Kuomintang de Taiwán, próximo a China, ganó 64 escaños del Yuan legislativo con el 44.5% de los votos, mientras que el opositor Partido Democrático Progresista, partidario de la independencia de Taiwán, obtuvo 40 escaños con el 34.6% de los votos
|                                    | Kuomintang                      | 48            | 13            | 16            | 4             | 5.863.379 | 44.55 | 81              | 64              | 17              |                 |
| Partido Primero el Pueblo          | 1                               | 0             | 2             | 2             | 722.089       | 5.49      | 1     | 3               | 2               |                 |                 |
| Unión Solidaridad No Partidista    | 2                               | 1             | 0             | 0             |               |           | 3     | 2               | 1               |                 |                 |
| Partido Nuevo                      | 0                               | 0             | 0             | 0             | 195.960       | 1.49      | 0     | 0               | 0               |                 |                 |
| Coalición pan-azul                 | 51                              | 14            | 18            | 2             |               | 51.48     | 85    | 69              | 16              |                 |                 |
|                                    | Partido Democrático Progresista | 27            | 14            | 13            | 1             | 4.556.526 | 34.62 | 27              | 40              | 13              |                 |
| Unión Solidaria de Taiwán          | 0                               | 0             | 3             | 3             | 1.178.896     | 8.96      | 0     | 3               | 3               |                 |                 |
| Coalición pan-verde                | 27                              | 14            | 16            | 2             |               | 43.56     | 27    | 43              | 16              |                 |                 |
|                                    | Independientes                  | 1             | 0             | 0             | 0             |           |       | 1               | 1               | 0               |                 |
| Total                              | Total                           | 79            | 0             | 34            | 0             |           |       | 113             | 113             | 0               |                 |
| Votos válidos                      | Votos válidos                   | Votos válidos | Votos válidos | Votos válidos | Votos válidos |           |       | Participación % | Participación % | Participación % | Participación % |
| Votos emitidos                     |                                 |               |               |               |               |           |       | Participación % | Participación % | Participación % | Participación % |
| Electores habilitados              |                                 |               |               |               |               |           |       | Participación % | Participación % | Participación % | Participación % |
| Fuente: Comisión Electoral Central |                                 |               |               |               |               |           |       |                 |                 |                 |                 |

- Datos: Q662007
- Multimedia: Republic of China legislative election, 2012 / Q662007